# István Lanstyák
István Lanstyák (ur. 13 lipca 1959 w Łuczeńcu) – węgierski językoznawca. Do jego zainteresowań naukowo-badawczych należą: językoznawstwo kontaktowe, socjolingwistyka, planowanie językowe, bilingwizm, translatoryka, leksykologia i leksykografia.

## Życiorys
Studiował hungarystykę i anglistykę na Uniwersytecie Lajosa-Kossutha w Debreczynie. Swoją edukację kontynuował na Uniwersytecie Komeńskiego w Bratysławie, gdzie w 1989 roku otrzymał „mały doktorat” (PhDr.). W 1995 roku uzyskał na tejże uczelni tytuł kandydata nauk. Objął tamże stanowisko profesora językoznawstwa węgierskiego.
Jest członkiem Biura Językowego Gramma. Wniósł wkład w badania ideologii językowych oraz problematyki dwujęzyczności węgiersko-słowackiej. Opowiada się za uznaniem odrębności odmian języka węgierskiego na Słowacji. Zajmuje się także teoretycznymi kwestiami przekładu Nowego Testamentu oraz uczestniczy jako lektor w tłumaczeniu Nowego Testamentu na język węgierski.
W 2017 roku otrzymał nagrodę im. Jánosa Aranya za całokształt dorobku.

## Wybrana twórczość
- Magyar nyelvhasználat – iskola – kétnyelvűség (współautorstwo, 1997)
- Nyelvünkben – otthon (1998)[7]
- A magyar nyelv szlovákiai változatainak sajátosságai (1998)
- Tanulmányok a kétnyelvűségről (współautorstwo, 1998)[8]
- A magyar nyelv Szlovákiában (2000)
- Magyar nyelvtervezés Szlovákiában. Tanulmányok és dokumentumok. (współautorstwo, 2002)
- Helyi „értékes” nyelvváltozatok, „tisztes” idegen szavak, „visszás” jelentések, „agresszív” rövidítések, „kevercs” nyelv és társaik. Válogatás a nyelvművelői csacskaságok gazdag tárházából. I–II Fórum Társadalomtudományi Szemle (2003/12, 2004/1)
- Tanulmányok a kétnyelvűségről II (współautorstwo, 2004)[9]
- Tanulmányok a kétnyelvűségről III (współautorstwo, 2005)[10]
- Nyelvből nyelvbe – Tanulmányok a szókölcsönzésről, kódváltásról és fordításról (2006)
- Nyelvalakítás és nyelvi ideológiák (2011)
- Az elitizmus mint nyelvhelyességi ideológia (2011)